# Sylvie Vauclair
Sylvie Vauclair, née le 7 mars 1946 à Saint-Germain-en-Laye, est une astrophysicienne française (à l'Institut de recherche en astrophysique et planétologie) et professeur émérite à l'université Paul Sabatier de Toulouse, où elle a enseigné pendant plus de 30 ans après avoir enseigné une dizaine d'années à l'université Paris 7.

## Biographie
Après deux thèses sous la direction d’Hubert Reeves, puis d’Evry Schatzman, ses travaux scientifiques ont d’abord porté sur la formation et l'évolution des éléments chimiques qui composent la matière dans l'Univers : Soleil, étoiles, univers primordial,. Elle a particulièrement étudié l'importance de la diffusion sélective des atomes dans les conditions stellaires et ses conséquences pour leur structure et leur évolution. Elle a montré les répercussions de ces processus sur l'évolution de la matière dans l'Univers depuis le Big-Bang.
Elle a fourni d’importantes contributions à l'héliosismologie et à l’astérosismologie en étudiant l’influence de la composition chimique interne détaillée sur les fréquences observées. Elle a en particulier étudié les vibrations de plusieurs étoiles centrales de systèmes planétaires pour déterminer précisément leurs paramètres. Elle a participé en 2004 à la découverte de la plus petite planète connue jusqu’alors, autour de l’étoile mu Arae . Elle est à l’origine de la découverte que l’étoile iota Horologii observée dans l'hémisphère sud, qui possède au moins une planète, est née à plus de 130 années-lumière de sa position actuelle, au milieu de l’amas stellaire des Hyades ,,,.
Un colloque international a été organisé en son honneur en 2013, sur le sujet des interactions entre les phénomènes microscopiques (atomiques) et macroscopiques (hydrodynamiques) intervenant dans les étoiles. C’est un sujet auquel elle a beaucoup contribué au cours de sa carrière, dans le but de mieux comprendre la structure et l’évolution des étoiles,.
Musicienne, Sylvie Vauclair s'intéresse aux relations entre la philosophie, l'art et la science et participe à de nombreuses manifestations transdisciplinaires. Elle participe souvent à des débats de société ,,. Sa carrière est jalonnée d’ouvrages à destination du grand public, alliant souvent la science et la musique. De nombreuses manifestations médiatiques lui ont été consacrées , , ,,,,.

## Prix et distinctions
- 1994 : Chevalier des Palmes académiques
- 1995 : Membre de l'Académie de l'air et de l'espace
- 1999 : Prix du Cercle d'Oc
- 2000 : Membre de l'Academia Europaea
- 2002 : Prix du livre scientifique d’Orsay
- 2002 : Membre senior de l'Institut universitaire de France
- 2007 : Officier des Palmes académiques
- 2008 : Prix de l'Académie d'Occitanie
- 2009 : Chevalier de la Légion d'honneur[23]
- 2009 : Grand prix des amis de la Cité de l'espace
- 2015 : Officier de l'ordre national du Mérite[24]

### Ouvrages grand public
- La nouvelle symphonie des étoiles, l'humanité face au cosmos, Odile Jacob, 2021  (ISBN 9782738149886)

- De l'origine de l'Univers à l'origine de la vie, Odile Jacob, 2017  (ISBN 2738136206)
- Dialogues avec l'Univers, Odile Jacob, 2015  (ISBN 9782738132833)
- La nouvelle musique des sphères, Odile Jacob, 2013  (ISBN 9782738130365)
- La Terre, l'espace et au-delà, Albin Michel, 2009  (ISBN 2226187111)
- La naissance des éléments : du Big-Bang à la Terre, Odile Jacob, 2006  (ISBN 2738118615)
- La chanson du Soleil , Albin Michel, coll. « Sciences d'aujourd'hui », 2002  (ISBN 2226133313)
- La symphonie des étoiles , Albin Michel, coll. « Sciences d'aujourd'hui », 1997  (ISBN 222609525X)
- L'observatoire du Pic du Midi de Bigorre, Loubatières, 1992  (ISBN 2862661694)
- L'astrophysique nucléaire, PUF, coll. « Que sais-je ? », 1972  (ISBN 9782130533009)

### Ouvrages collectifs grand public
- Habiter la Terre en poète, Les Éditions du Palais, 2013  (ISBN 9791090119284)
- Petite histoire de la matière et de l'Univers, Le Pommier, 2009  (ISBN 978-2-7465-0432-5)
- Système solaire et planètes, Ellipses, 2009  (ISBN 9782729840846)
- L'Homme à la recherche de nouveaux mondes : une nouvelle révolution copernicienne ?, 2009
- Le goût de la science : comment je suis devenu chercheur, Alvik, 2005,  (ISBN 2914833377)
- Sciences : représentation du monde et du pouvoir, Éd. GREP, 2004  (ISBN 2951724462)
- Qu'est-ce que l'Univers ?, Odile Jacob, 2001  (ISBN 2738109179)
- Penser les réseaux : l'univers des réseaux, les réseaux de l'Univers, Champ Vallon, 2001  (ISBN 2876733234)
- La théorie de tout : la force originelle, Maisonneuve et Larose, 1999  (ISBN 2706814128)
- Science et foi, Éditions du Centurion, 1993

### Ouvrages d'enseignement
- Éléments de physique statistique, hasard, organisation, évolution, Inter-Éditions, 1993  (ISBN 2729604855)
- An Introduction to Nuclear Astrophysics, Reidel, 1979  (ISBN 9027710120)